# Verlin
Verlin es una localidad y comuna francesa situada en la región de Borgoña, departamento de Yonne, en el distrito de Sens y cantón de Saint-Julien-du-Sault.

## Demografía
| 479 | 451 | 466 | 440 | 573 | 526 | 613 | 679 | 664 | 649 | 665 | 707 | 673 | 610 | 628 | 562 | 544 | 526 | 499 | 491 | 437 | 420 | 427 | 389 | 354 | 341 | 319 | 265 | 250 | 287 | 284 | 325 | 403 |
| Para los censos de 1962 a 1999 la población legal corresponde a la población sin duplicidades (Fuente: INSEE [Consultar]) |     |     |     |     |     |     |     |     |     |     |     |     |     |     |     |     |     |     |     |     |     |     |     |     |     |     |     |     |     |     |     |     |